# Distrito de Acobamba (Sihuas)
El distrito de Acobamba es uno de los diez que conforman la Provincia de Sihuas, ubicada en el Departamento de Ancash, en el Perú.

## Toponimia
Del Runaa Simi regional: aqu = arena y panpa = planicie.

## Creación política y centros poblados
La creación de este distrito se hizo mediante Ley No.14152 del 22 de junio de 1962.
Su capital ubicada a 3.140 m s. n. m. es la ciudad de Acobamba.
Caseríos
- Huasco
- Quilca
- Jocos
- Huancachaca
- Paltas
- Huajlo
- Aranjuez
- Itinglo.

## Festividades
- Fiesta Patronal: San Pedro - 29 de junio.
- Fiesta Patronal: Virgen María del Socorro - 04 de octubre.